# Evolve (coldrain-album)
Az Evolve (stilizálva EVOLVE) a coldrain japán rockegyüttes második koncertalbuma, mely 2014. április 30-án jelent meg a VAP gondozásában. A Blu-ray disc-verzió a zenekar The Revelation című albumának felvételeiből összeállított kisfilmet is tartalmaz. A DVD- és Blu-ray-kiadások zárófőcím dala az 8AM kislemezen szereplő Believe.

## Számlista
Az Evolve CD, DVD and Blu-ray disc formátumokban jelent meg.

### CD
|     | Cím                | Hossz |
| --- | ------------------ | ----- |
| 1.  | Behind the Curtain |       |
| 2.  | Time Bomb          |       |
| 3.  | Rescue Me          |       |
| 4.  | Die Tomorrow       |       |
| 5.  | Given Up on You    |       |
| 6.  | No Escape          |       |
| 7.  | Voiceless          |       |
| 8.  | Confession         |       |
| 9.  | Next to You        |       |
| 10. | 24-7               |       |
| 11. | Six Feet Under     |       |
| 12. | The War Is On      |       |
| 13. | To Be Alive        |       |
| 14. | The Revelation     |       |

### DVD és Blu-Ray
|     | Cím                | Hossz |
| --- | ------------------ | ----- |
| 1.  | Behind the Curtain |       |
| 2.  | Time Bomb          |       |
| 3.  | Rescue Me          |       |
| 4.  | Die Tomorrow       |       |
| 5.  | Persona            |       |
| 6.  | Given Up on You    |       |
| 7.  | No Escape          |       |
| 8.  | Voiceless          |       |
| 9.  | We're Not Alone    |       |
| 10. | Confession         |       |
| 11. | Next to You        |       |
| 12. | Never Look Away    |       |
| 13. | 24-7               |       |
| 14. | Six Feet Under     |       |
| 15. | Miss You           |       |
| 16. | Carry On           |       |
| 17. | The War Is On      |       |
| 18. | Inside of Me       |       |
| 19. | To Be Alive        |       |
| 20. | The Maze           |       |
| 21. | The Revelation     |       |
| 22. | Fiction            |       |
| 23. | Adrenaline         |       |
| 24. | Final Destination  |       |

A Blu-ray disc-kiadás ráadás tartalmai
|     | Cím                                     | Hossz |
| --- | --------------------------------------- | ----- |
| 25. | The Making of the New Record: Episode 1 |       |
| 26. | The Making of the New Record: Episode 2 |       |

## Közreműködők
- Masato David Hayakawa (マサト; Hepburn: Masato?) – ének
- Jokocsi Rjó (ヨコチ; Hepburn: Y.K.C?) – szólógitár
- Szugijama Kazuja (スギ; Hepburn: Sugi?) – ritmusgitár, háttérvokál
- Simizu Rjó (リョウ; Hepburn: RxYxO?) – basszusgitár,  háttérvokál
- Minatani Kacuma (カツマ; Hepburn: Katsuma?) – dobok